# Thomas Turner (Fußballspieler, 1998)
Thomas Turner (* 3. März 1998) ist ein österreichischer Fußballtorwart.

## Karriere
Turner begann seine Karriere beim SK Schärding. 2007 wechselte er in die Jugend des LASK. Zwischen 2012 und 2014 spielte er in der AKA Linz. 2015 wechselte er zum FC Pasching.
Zur Saison 2016/17 rückte er in den Kader der SPG FC Pasching/LASK Juniors. Im Mai 2017 debütierte er in der Regionalliga, als er am 25. Spieltag jener Saison gegen den SC Weiz in der Startelf stand.
Mit den Juniors stieg er 2018 in die 2. Liga auf. In der Aufstiegssaison 2017/18 kam er zu neun Regionalligaeinsätzen. Sein Debüt in der zweithöchsten Spielklasse gab Turner im August 2018, als er am sechsten Spieltag der Saison 2018/19 gegen den SC Wiener Neustadt von Beginn an zum Einsatz kam. In drei Zweitligaspielzeiten bei den Juniors kam er zu 16 Einsätzen. Zur Saison 2021/22 wechselte er innerhalb der 2. Liga zum SK Vorwärts Steyr. Bei Steyr konnte er sich gegen Bernhard Staudinger durchsetzen und kam zu 27 Zweitligaeinsätzen.
Nach einer Spielzeit in Steyr verließ er den Verein nach der Saison 2021/22 wieder und wechselte zum Ligakonkurrenten SKN St. Pölten, bei dem er einen bis Juni 2024 laufenden Vertrag erhielt. In St. Pölten war er zunächst Ersatztormann hinter Franz Stolz. Nach dessen Italien-Wechsel im Jänner 2024 stieg Turner zum Einsertormann auf, riss sich aber im März 2024 das Kreuzband und verpasste fast das ganze Jahr.
Nach neun Zweitligaeinsätzen für den SKN wechselte er im Jänner 2025 zum Bundesligisten FC Blau-Weiß Linz.